# Еталон змішаного смерекового насадження (Річанське лісництво, кв. 36, вид. 12)
Еталон змішаного смерекового насадження — ботанічна пам'ятка природи місцевого значення. Об'єкт розташований на території Надвінянського району Івано-Франківської області, Річанське лісництво, квартал 36, виділ 12.
Площа — 1,4000 га, статус отриманий у 1993 році.